# Alexandre Dumas der Jüngere

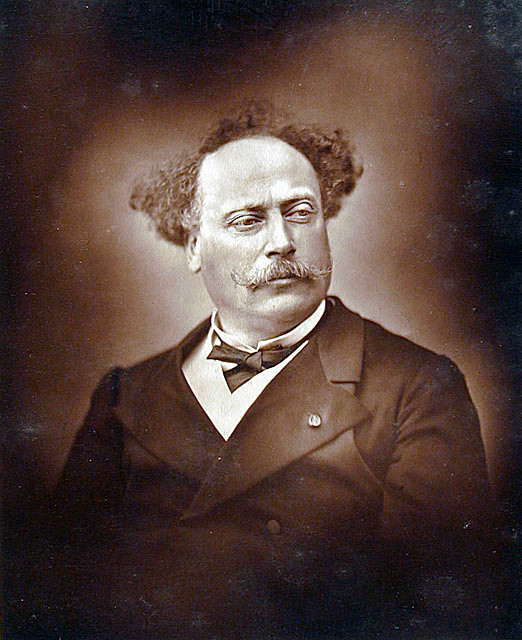
Alexandre Dumas

Alexandre Dumas der Jüngere, auch Dumas fils, (* 27. Juli 1824 in Paris; † 27. November 1895 in Marly-le-Roi) war ein französischer Romanschriftsteller und dramatischer Dichter. Er war der uneheliche Sohn von Alexandre Dumas dem Älteren und Marie-Catherine Labay, einer Näherin.

## Leben
Dumas schlug 17-jährig, nachdem er das Collège Bourbon verlassen hatte, die schriftstellerische Laufbahn mit dem Gedichtband Péchés de jeunesse („Jugendsünden“) ein. Er begleitete seinen Vater auf dessen Reise durch Spanien und Nordafrika und veröffentlichte nach seiner Rückkehr den sechsbändigen Roman Histoire de quatre femmes et d’un perroquet (1847), der die Neugierde des Publikums erregte.
In dem Roman Die Kameliendame (La dame aux camélias, 1848) erzählt Dumas realitätsnah die Geschichte einer Pariser Kurtisane, die früh an der Schwindsucht stirbt.
In den beiden späteren Stücken Diane de Lys (1853) und Le demi-monde (1855) behandelt der Dichter fast dasselbe Thema, doch in wesentlich satirischerer Absicht und mehr, um nach Art des Komödiendichters seiner Zeit einen Spiegel vorzuhalten.
Dumas gilt als einer der Begründer des Gesellschaftsdramas, und er setzte sich in fast allen seinen Stücken mit sozialen und gesellschaftlichen Problemen auseinander. Die Stellung der Frau nahm dabei eine besondere Rolle ein. So beschäftigte er sich mit den Rechten und Pflichten der Frau und den Fehlern der einschlägigen Gesetzgebung und gesellschaftlichen Anschauung im Roman L’affaire Clémenceau (1864) sowie in mehreren Flugschriften wie Lettres sur les choses du jour, L’homme-femme, Tue-la! Les femmes qui tuent et les femmes qui votent (1872–1880) und in der größeren Streitschrift Le divorce (1880).
Im Jahr 1875 wurde Dumas in die Académie française aufgenommen, 1894 wurde er Mitglied der Ehrenlegion.
Der als anspruchslos und hilfsbereit für seine Freunde geltende Dumas erfreute sich persönlich allgemeiner Beliebtheit. 1864 heiratete er Nadeschda Naryschkina von Knorring (1826–1895), mit der er zwei Töchter hatte. Nach Naryschkinas Tod 1895 heiratete er Henriette Régnier de La Brière und starb im selben Jahr am 27. November in Marly-le-Roi.

## Werke

### Die Kameliendame
Dumas’ bekanntestes Werk ist der Roman Die Kameliendame (La dame aux camélias) von 1848, der das Schicksal einer Pariser Kurtisane und ihres Verehrers schildert. Trotz Schwierigkeiten mit der Zensur war der Roman ein außergewöhnlicher Erfolg. Nach Umarbeitung des Werks zu einem Bühnenstück wuchs seine Popularität noch: Das 1852 im Théâtre du Vaudeville erstmals aufgeführte Werk erlebte ohne Unterbrechung mehr als 100 Aufführungen. 1853 übernahm Giuseppe Verdi das Thema für seine Oper La traviata.
Die französische Schauspielerin Sarah Bernhardt spielte ab 1880 die Kameliendame in dem Bühnenstück und feierte damit in Europa und den USA große Erfolge. Das Stück zeichnete sich durch überaus scharfe Beobachtung der gesellschaftlichen Zustände, sichere Behandlung der dramatischen Form und einen lebendigen, prickelnden Dialog aus; aber nach damaliger Auffassung war die Verherrlichung und Rehabilitierung des Lasters moralisch bedenklich.
Im Jahr 1911 wurde Dumas’ Kameliendame mit Sarah Bernhardt in der Hauptrolle erstmals verfilmt. In einer weiteren Filmversion von Regisseur George Cukor spielte Greta Garbo 1936 die Hauptrolle.

### Werkliste
- Aventures de quatre femmes et d’un perroquet. 1847.
- Le roman d’une femme. 1848.
- Césarine. 1848.
- La dame aux camélias (Die Kameliendame). 1848.
- Le docteur Servans. 1849.
- Antonine. 1849.
- Trois hommes forts. 1850.
- Tristan le Roux. 1850.
- Diane de Lys. 1851.
- Les Revenants. 1852.
- Le régent Mustel. 1852.
- Contes et nouvelles. 1853.
- Sophie Printemps. 1853.
- Le Demi-Monde. 1855.
- La boîte d’argent. 1855.
- Vie à vingt ans. 1856.
- Le fils naturel. 1858.
- Père prodigue. 1859.
- L’ami des femmes. 1864.
- L’affaire Clémenceau (Die polnische Gräfin). 1864.
- Le supplice d'une femme. 1865.
- Héloise Paranquet. 1866.
- Les idées de Madame Aubray. 1867.
- Une visite de noces. 1871.
- La princesse Georges. 1871.
- La femme de Claude. 1873.
- Monsieur Alphonse. 1873.
- L’étrangère. 1877.